# Protetorado Britânico das Ilhas Salomão
O Protetorado Britânico das Ilhas Salomão foi declarado pela primeira vez no sul das Ilhas Salomão em 1893, quando o capitão Gibson, do HMS Curacoa, declarou as ilhas do sul como um protetorado britânico. Outras ilhas foram posteriormente declaradas como parte do protetorado durante um período que terminou em 1900.
As Ilhas Salomão do Norte pertenciam inicialmente à Nova Guiné Alemã, mas em 1900 essas ilhas foram transferidas para os britânicos em troca do reconhecimento do pedido alemão em Samoa (Convenção Tripartite). Em julho de 1942, os japoneses pousaram na ilha de Guadalcanal, seguidos por uma sangrenta luta de seis meses com os Estados Unidos (a Batalha de Guadalcanal). Mais de 24 mil soldados foram enviados para a batalha e os japoneses foram obrigados a recuar para o norte. Em 1978, as Ilhas Salomão tornaram-se um país independentes.